# Mary Ruefle
Mary Ruefle (Pittsburgh, Estados Unidos, 1952) es una poeta, ensayista y profesora estadounidense. Ha publicado muchas colecciones de poesía, la más reciente de las cuales, Dunce (Wave Books, 2019), fue nominada para el Premio Nacional del Libro de Poesía y finalista del Premio Pulitzer 2020. La primera colección de prosa de Ruefle, The Most Of It, apareció en 2008 y sus conferencias completas, Madness, Rack, and Honey, en 2012, ambas publicadas por Wave Books . También ha publicado un libro de borrados, A Little White Shadow (2006).
Tiene numerosas publicaciones en revistas y diarios como The American Poetry Review, Verse Daily, The Believer, Harper's Magazine, y The Kenyon Review, y en antologías como Best Poesía estadounidense, grandes poemas en prosa estadounidenses (2003), Alfabetos estadounidenses: 25 poetas contemporáneos (2006) y The Next American Essay (2002).
Hija de un oficial militar, Ruefle nació en McKeesport, Pensilvania, en 1952, pero pasó sus primeros años viajando por Estados Unidos y Europa. Se graduó en Literatura en Bennington College en 1974. Enseña en la Facultad de Bellas Artes de Vermont . En 2011, se desempeñó como Profesora Visitante Distinguida Bedell en el Programa de Escritura de No Ficción de la Universidad de Iowa . En 2019 fue nombrada poeta laureada del estado de Vermont .

## Premios y honores
- 1984 National Endowment for the Arts fellowship .[13]
- Whiting Award 1995[14]
- 1998 Premio de Literatura de la Academia Estadounidense de Artes y Letras[8]
- 1999 residencia en Frost Place[15]
- 2002 Beca Guggenheim en poesía [16]
- 2007 residencia de la Fundación Lannan
- 2011 Premio William Carlos Williams por Selected Poems[8]
- Finalista del Premio del Círculo Nacional de Críticos de Libros 2012 en Crítica por Madness, Rack, and Honey[17]
- Premio Robert Creeley 2014[18]

## Poesía
- Dunce (Wave Books, 2019)
- From Here to Eternity. Horton Tank Graphics. 2015.
- An Incarnation of the Now. See Double Press. 2015.
- Happy Birthday!. Wave Books. 2013.
- Trances of rhe Blast (Wave Books, 2013)
- Poemas seleccionados, 2010 ( Premio William Carlos Williams, 2011)
- Go home and go to bed! : a comic. Pilot Books. 2007.
- Indeed I Was Pleased with the World(Carnegie Mellon University Press, 2007)
- A Little White Shadow (Wave Books, 2006)
- Tristimania (Carnegie Mellon University Press, 2004)
- Apparition Hill (CavanKerry Press, 2002)
- Among the Musk Ox People (Carnegie Mellon University Press, 2002)
- Post Meridian (Carnegie Mellon University Press, 1999)
- Cold Pluto (Carnegie Mellon University Press, 1996; Classic Contemporary version 2001)
- The Adamant (Carnegie Mellon University Press, 1989)
- Life Without Speaking (University of Alabama Press, 1987)
- Memling's Veil (University of Alabama Press, 1982)

## Colecciones de prosa
- The Book (Wave Books, 2023)
- My Private Property (Wave Books, 2016)
- The Most of It (Wave Books, 2008)

No ficción
- Conferencias recopiladas sobre locura, estante y miel ( Wave Books, 2012)

Ensayos
- «Pause». Granta (131: The Map is Not the Territory). Spring 2015. (Online Edition Only)
- An incarnation of the Now (See Double Press, 2015)

## Publicaciones en español
- Porqué no beso bien. Traducción de Ezequiel Zaidenwerg. Kriller 71 ediciones. 978-84-125170-5-7.
- Mi propiedad privada.Traducción de Patricio Grinberg. Kriller71 ediciones. 978-84-127399-4-7